# 삼강행실도 (부산)
삼강행실도(三綱行實圖)는 부산광역시 금정구, 부산대학교 도서관에 있는 조선시대의 삼강행실도이다. 2013년 10월 23일 부산광역시의 유형문화재 제71호로 지정되었다.

## 개요
세종의 명에 의해 간행된 삼강행실도는 《이륜행실도》, 《속삼강행실도》, 《동국신속삼강행실도》, 《오륜행실도》등과 함께 전 백성을 대상으로 한 조선시대 윤리도덕 교과서이며, 그 중 가장 먼저 편찬 간행되었고 가장 많이 읽힌 책이다. 또한 사례마다 삽화가 수록되어 있어 조선조 삽화본의 대표적 예로도 유명하다.
부산대학교도서관 소장 《삼강행실도》는 2책으로 편철된 목판본이다. 전존되고 있는 대부분의 언해본 《삼강행실도》는 1책으로 장정되어 있는데 반해 이 책은 2책으로 분장되어 있는데, 책1에는 서문과 충신도가 수록되어 있고 책2에는 효자도와 열녀도가 수록되어 있다. 언어 사실이나 표기법으로 보아 1581년(선조 14년)의 중간본 계통에 속하는 것으로 판단된다.
이 책은 17세기-18세기 초 사이에 판각하여 후쇄한 것으로 추정되고 판각년도도 불명확하지만, 언해본 《삼강행실도》는 조선시대의 윤리 및 가치관을 이해하는 데 귀중한 자료이며, 국어사 회화사 연구에도 내용상 매우 중요한 책이다.

## 같이 보기
- 삼강행실도

## 참고 자료
- 삼강행실도 - 국가유산청 국가유산포털